# NGC 5393
NGC 5393 је спирална галаксија у сазвежђу Хидра која се налази на NGC листи објеката дубоког неба.
Деклинација објекта је - 28° 52' 30" а ректасцензија 14h 0m 32,0s. Привидна величина (магнитуда) објекта NGC 5393 износи 13,1 а фотографска магнитуда 14,0. NGC 5393 је још познат и под ознакама ESO 445-87, MCG -5-33-35, IRAS 13576-2838, PGC 49863.